# 嚎哮排演
嚎哮排演（英語：HaoxHsiaoTroupe），是台灣喜劇表演團體，2014年登記為台中市立案演藝團隊。由團長黃建豪、創意總監蕭東意、駐團編劇王健任組成。2025入選國藝會 TAIWAN TOP演藝團隊。

## 簡介
黃建豪與蕭東意為國立台北藝術大學劇場藝術創作研究所(表演組)同學，當時研究所課程有一堂叫做「排演」的課程，必須參與系上或校外的演出才能通過學分，於是在學業要求下報名了2011年台北藝穗節的演出。團名是在報名截止日當天，繳交報名表的車程中臨時想出來的，黃建「豪」與「蕭」東意的 「排演」課，就是「嚎哮排演」的名稱由來。2015年編劇王健任加入。
嚎哮排演於台灣舞台劇範疇深耕多年，近年也涉足網路和影視圈。2021年於網路上釋出「匿名者6 端午不返鄉，來學點英文吧！」
以及「匿名者9 微解封？」等影片，在疫情期間廣為流傳而爆紅。

## 現場表演

##### 舞台劇/音樂劇
| 年份 | 日期        | 劇目                     | 地點                      | 演出人員 | 備註                           |
| 2011 | 08/28-09/01 | 《啞侍．改 Dumb Waiter》 | 寶格利時尚旅館            | 黃建豪、蕭東意 | 2011 台北藝穗節-佳作獎         |
| 2012 | 01/06-01/08 | 《Dumb Burger》          | 竹圍《漢堡祥》            | 黃建豪、蕭東意、蘇洋徵、段明旭、朱晨儀、楊宣哲、黃長鍇、許巧人、周文元、朱璐、蔡詔羽、李銘宸、廖威誌                                 |                                |
| 2012 | 02/06-02/10 | 《Dumb Cucumber》        | 華山『末日方舟』劇場      | 蕭東意、黃建豪、蘇洋徵、林思辰、楊宣哲、蔡詔羽、宋帛洋、朱璐、黃茗慧、朱晨儀、許巧人、李瑋倩                                         | 2012 匯川藝術節                |
| 2012 | 06/28-07/01 | 《Dumb Tri-ger》         | Rebirth Cafe 地下二樓空間 | 黃建豪、蕭東意、林思辰、神秘客串、陳姿恩、黃長鍇、周文元、宋帛洋、蔡詔羽、朱璐、黃茗慧、朱晨儀、李銘宸、李瑋倩                       |                                |
| 2012 | 09/03-09/11 | 《即刻相親 Dumb Lover》  | A HOUSE咖啡廳             | 蕭東意、黃建豪、蘇大鴉、林思辰、古昀昀、林奕中、陳姿恩、黃長鍇、許巧人、黃茗慧、宋帛洋、張吏爵、朱璐、陳力維、朱晨儀                 | 2012 台北藝穗節-最佳空間運用獎 |
| 2013 | 05/01-05/05 | 《即刻相親》             | 關渡山行文創空間<微聚場>  | 黃建豪、蕭東意、林唐聿、張迪凱、黃茗慧                                                                                               |                                |
| 2014 | 02/22-02/23 | 《即刻相親-逆襲的亡靈》  | 台南人戲花園              | 黃建豪、蕭東意、陳守玉、張迪凱、楊宣哲、林奕中、林唐聿、游子毅、白仕安、黃茗慧、朱晨儀、李孟寰、張吏爵                               |                                |
| 2014 | 07/18-07/20 | 《即刻相親-逆襲的亡靈》  | 西門紅樓二樓劇場          | 黃建豪、蕭東意、楊菲奈、胡大器、陳俞任、林唐聿、林奕中、鍾詩敏、朱晨儀、吳殷、林子含、張吏爵、李冠瑩、陳力維、廖威誌、游子毅、白仕安 |                                |
| 2014 | 09/5-09/14  | 《全家都去你家》         | 思劇場                    | 黃建豪、蕭東意、張棉棉、張家禎 | 2014 台北藝穗節-戲劇中的戲劇   |
| 2015 | 01/30-02/08 | 《全家都去你家》         | 思劇場                    | 黃建豪、蕭東意、張棉棉、張家禎 |                                |

| 年份 | 日期        | 劇目                   | 地點                       | 演出人員                                               | 備註                  |
| 2016 | 05/06-05/07 | 《兇宅》               | 思劇場                     | 黃建豪、蕭東意、張天霓、郭耘廷                         |                       |
| 2016 | 09/30-10/02 | 《兇宅》               | 高雄正港小劇場             | 黃建豪、蕭東意、張天霓、郭耘廷                         |                       |
| 2016 | 10/14-10/16 | 《兇宅II》             | 思劇場                     | 黃建豪、蕭東意、張天霓、郭耘廷、李安琪、車彝文         | 2016 大稻埕國際藝術節 |
| 2017 | 04/07       | 《亞歌號英雄記》       | 臺中市私立明道高級中學     | 黃建豪、蕭東意、王健任、張天霓、李安琪、廖晨志、車彝文 |                       |
| 2017 | 06/17-06/18 | 《兇宅II》             | 臺中國家歌劇院小劇場       | 黃建豪、蕭東意、張天霓、郭耘廷、李安琪、車彝文         |                       |
| 2017 | 09/06-09/10 | 《亞哥出任務》         | 中正紀念堂演藝廳           | 黃建豪、蕭東意、王健任、張天霓、李安琪、廖晨志、張假玉 | 2017 台北藝穗節       |
| 2017 | 12/24       | 《一起滑進去》         | 捷運圓山站戶外             | 黃建豪、蕭東意、王健任、梁小喵 Sherry                  |                       |
| 2018 | 03/23-03/25 | 《太空救援：果頭計畫》 | 臺南人戲花園 321巷藝術聚落 | 黃建豪、蕭東意、廖晨志                                 |                       |
| 2018 | 09/14-09/16 | 《太空救援：果頭計畫》 | 台中國家歌劇院小劇場       | 黃建豪、蕭東意、廖晨志                                 |                       |
| 2019 | 08/02-08/03 | 《兇宅》實境拍攝實驗秀 | 思劇場                     | 黃建豪、蕭東意、張天霓、張語歡、王健任                 |                       |
| 2019 | 12/21-12/22 | 《兇宅 III :終菊之戰》 | 臺中國家歌劇院小劇場       | 黃建豪、蕭東意、張天霓、張語歡、王健任、楊宗昇         |                       |
| 2020 | 07/10-07/12 | 《東意在哪裡》         | 國家兩廳院實驗劇場         | 蕭東意(Solo show)                                      | 2020 新點子實驗場     |
| 2020 | 11/13-11/15 | 《幕後七日》           | 國家兩廳院實驗劇場         | 李文媛、廖晨志、黃建豪、蕭東意                         |                       |

| 年份 | 日期        | 劇目                                                  | 地點                           | 演出人員                                                                           | 備註                             |
| 2021 | 08/26-08/27 | 《茱羅記公演》                                        | OPENTIX Live 線上直播          | 黃建豪、蕭東意、張語歡、張天霓、張義宗、李葉、顏辰歡(片頭曲聲音出演)               | OPENTIX Live試營運活動           |
| 2021 | 09/20-12/20 | 《天龍！萬歲！》讀劇演出                              | LINE TV 線上播放               | 黃建豪、蕭東意                                                                     | 2021 臺北藝術節-北車寫作計畫     |
| 2021 | 11/12-11/14 | 《兇宅 III :終菊之戰》                                | 臺北水源劇場                   | 黃建豪、蕭東意、楊宗昇、張語歡、張天霓                                             | 嚎哮十週年嘉年華，三戲連演共16場 |
| 2021 | 11/19-11/21 | 《全家都去你家》                                      | 臺北水源劇場                   | 黃建豪、蕭東意、竺定誼、蔡佾玲                                                     | 嚎哮十週年嘉年華，三戲連演共16場 |
| 2021 | 11/25-11/28 | 《啞侍改了一改再改》                                  | 臺北水源劇場                   | 黃建豪、蕭東意                                                                     | 嚎哮十週年嘉年華，三戲連演共16場 |
| 2021 | 11/30       | 《兇宅 III :終菊之戰》                                | OPENTIX Live 線上直播          | 黃建豪、蕭東意、楊宗昇、張語歡、張天霓                                             | 2021 文化部【藝FUN線上舞臺計畫】 |
| 2022 | 05/20-05/22 | 《啞侍改了一改再改》                                  | OPENTIX Live 線上直播          | 黃建豪、蕭東意                                                                     | 嚎哮嘉年華劇場版                 |
| 2022 | 06/19       | 《兇兇的宅男：終菊之戰》                              | 台南歸仁文化中心               | 黃建豪、蕭東意、楊宗昇、張語歡、張天霓                                             | 歸仁文化中心重新啟用系列展演     |
| 2022 | 10/23       | 《全家都去你家》                                      | 彰化員林演藝廳                 | 黃建豪、蕭東意、竺定誼、蔡佾玲                                                     | 2022 彰化劇場藝術節              |
| 2022 | 11/11-11/12 | 《全家都去你家》                                      | OPENTIX Live 線上直播          | 黃建豪、蕭東意、竺定誼、蔡佾玲                                                     | 2022 文化部【藝FUN線上舞臺計畫】 |
| 2022 | 11/27       | 《春風得意樓》                                        | 臺灣新文化運動紀念館           | 黃建豪、蕭東意、張語歡、王健任、廖晨志                                             | 治警事件百年紀念劇本創作 讀劇會  |
| 2023 | 07/01-07/02 | 《別叫我英雄》                                        | 臺北表演藝術中心 球劇場        | 黃建豪、蕭東意、張語歡、賈玉、廖晨志、張天霓、葉峻廷、陳安悠                       | 2023臺北兒童藝術節               |
| 2023 | 08/17-8/18  | 《別叫我（鄭）成功:藝術界歸來的兒子》上半場讀劇演唱會 | Corner House 角落文創展演空間  | 姜淑惠、程伯仁、曾思瑜、黃建豪、楊宗昇、鄭錡雯、劉鎮嘉、蕭東意                     |                                  |
| 2023 | 09/08-09/17 | 《幕後七日》                                          | 國家兩廳院實驗劇場             | 李文媛、廖晨志、黃建豪、蕭東意                                                     |                                  |
| 2023 | 10/28-10/29 | 《春風得意樓》                                        | 新芳春茶行                     | 利昀、廖晨志、關何、黃建豪、蕭東意                                                 | 治警事件百年紀念創作藝術節       |
| 2024 | 04/13       | 《別叫我（鄭）成功:藝術界歸來的兒子》讀劇             | 臺中國家歌劇院 角落沙龍        | 林玟圻Ctwo、姜淑惠、曾思瑜、黃建豪、楊宗昇、鄭錡雯、王國讚、蕭東意                 |                                  |
| 2024 | 08/09-08/11 | 《別叫我成功：藝術界歸來的兒子》                      | 臺中國家歌劇院 中劇院          | 黃建豪、蕭東意、林玟圻Ctwo、曾思瑜、楊宗昇、鄭錡雯、姜淑惠、王國讚、葉峻廷、陳垣希 | 2024夏日放／FUN時光              |
| 2024 | 10/18-10/19 | 《春風得意樓》                                        | 中山堂光復廳                   | 黃建豪、蕭東意、關何、利昀、廖晨志、楊宗昇                                         | 2024新文化運動月                 |
| 2024 | 10/26       | 《別叫我英雄》                                        | 屏東藝術館                     | 黃建豪、蕭東意、張語歡、賈玉、廖晨志、張天霓、葉峻廷、陳安悠                       | 2024 南國音樂節                  |
| 2024 | 11/22-11/24 | 《兇宅：97'可曾記得愛》                               | 米倉劇場                       | 黃建豪、蕭東意、張語歡、張天霓、李詠詩、楊宗昇                                     | 藝術綠洲創作計畫                 |
| 2025 | 06/07-06/08 | 嚎哮排演《別叫我成功》LIVE 演唱會 現場樂隊！！！      | Corner House 角落文創展演中心  | 黃建豪、蕭東意、林玟圻Ctwo、曾思瑜、楊宗昇、王國讚、鄭錡雯、姜淑惠                 |                                  |
| 2025 | 06/13-06/15 | 嚎哮排演《兇宅》嘉年華：雙戲連映，雙喜臨門            | 臺北市客家音樂戲劇中心二樓劇場 | 黃建豪、蕭東意、楊宗昇、張語歡、張天霓、李詠詩                                     |                                  |
| 2025 | 09/13       | 嚎哮排演《別叫我成功：藝術界歸來的兒子》讀演版        | 員林演藝廳小劇場               | 黃建豪、蕭東意、郭耀仁、曾思瑜、王國讚、黃盛煜、鄧梓澄、鄭妤靖、鄭錡雯、鄭裴元     | 2025彰化劇場藝術節               |
| 2025 | 10/03-10/12 | 嚎哮排演《別叫我成功：藝術界歸來的兒子》              | 臺北表演藝術中心 球劇場        | 黃建豪、蕭東意                                                                     |                                  |
| 2026 | 05/29-05/31 | 嚎哮排演《別叫我大師》                                | 水源劇場                       | 黃建豪、蕭東意、                                                                   |                                  |

##### 互動演出
| 年份 | 日期        | 活動名稱                                        | 地點                                      | 演出人員                                                                                        | 備註                                |
| 2017 | 10/14       | 《時空攤販》                                    | 永樂廣場、城隍廟前                        | 黃建豪、蕭東意                                                                                  | 2017 大稻埕國際藝術節               |
| 2019 | 11/24       | 《舞蹈秋天閉幕Party：眾神之所》                 | 國家兩廳院 實驗劇場                       | 嚎哮排演（主持人）、林陸傑、林靖雁、馬雅、張凱福、陳弘洋                                        | 2019 舞蹈秋天                       |
| 2020 | 08/22       | 《公文小小兵》                                  | 臺灣當代文化實驗場                        | 黃建豪、蕭東意、楊宗昇、廖晨志、張語歡                                                          | 2020 玩聚場夏日藝術節               |
| 2020 | 08/29-08/30 | 《市集小戲攤：深噎食堂》                        | 臺灣當代文化實驗場                        | 黃建豪、蕭東意                                                                                  | 2020 玩聚場夏日藝術節               |
| 2020 | 10/03       | 《深噎食堂》                                    | 衛武營市集舞台                            | 黃建豪、蕭東意                                                                                  | 衛武營週年慶2.0                     |
| 2020 | 10/03-10/04 | 《晝怨之晝工的人》                              | 臺北流行音樂中心-兵工廠                   | 黃建豪、蕭東意                                                                                  | 2020 白晝之夜                       |
| 2020 | 10/09-10/11 | 《深噎食堂-美食告解室》                         | 新竹舊城區                                | 黃建豪、蕭東意                                                                                  | 2020 台灣設計展                     |
| 2021 | 03/12-03/14 | 《往日時光──30年劇場梭時導覽》                  | 國家戲劇院                                | 黃建豪、蕭東意、阿拉斯Arase                                                                     | 2021 TIFA台灣國際藝術節             |
| 2021 | 04/16-04/23 | 《「 相信律」-參拜相信大神》                    | 華山1914文化創意產業園區                  | 黃建豪、蕭東意、王健任                                                                          | 2021 臺灣文博會                     |
| 2021 | 10/02-10/03 | 《請問大久保》                                  | 線上直播/山峸二手書店-藝術家的酒吧Art Bar | 黃建豪、蕭東意                                                                                  | 2021 白晝之夜                       |
| 2021 | 11/19-11/28 | 《納土珠華之秋II 芬布爾的詛咒》                 | Gather Town 線上平台/兩廳院               | 黃惟、蔡曜仲、林書函、吳璟賢、陳英樓、吳靜依、潘韋勳、蔡傳仁、蕭東意、李葉、張語歡、 百靈果凱莉 | 2021 兩廳院周年慶                   |
| 2022 | 02/03-02/04 | 《深噎食堂－美食告解室》                        | 愛河灣 珊瑚礁群及海豚步道地面             | 黃建豪、蕭東意                                                                                  | 2022 臺灣燈會在高雄                 |
| 2022 | 02/27       | 《瞎槓佈道大會【傲慢之罪】》                    | PIPE Live Music                           | 傷心欲絕-金剛、美秀集團-修齊、Asiaboy禁藥王 & Lizi栗子、黃建豪、蕭東意、戴開成                  |                                     |
| 2022 | 03/29       | 《藝術家／達人導覽》場次六                      | 國家戲劇院                                | 黃建豪、蕭東意                                                                                  | 2022 TIFA特別企劃                   |
| 2022 | 10/02       | 《深噎食堂2022超趕演出One Night Stand-up》      | 士林官邸公園                              | 黃建豪、蕭東意                                                                                  | 2022 白晝之夜                       |
| 2022 | 11/05       | 《藝術家/達人導覽》劇場社交力導覽               | 國家戲劇院                                | 黃建豪、蕭東意                                                                                  | 2022打開台北 × 兩廳院35周年限定活動 |
| 2023 | 05/21       | 狂美《卡通動畫跨世代》交響音樂會                | 新竹市文化局演藝廳音樂廳                  | 狂美交響管樂團、黃建豪、蕭東意                                                                  | 特邀演出                            |
| 2023 | 05/28       | 狂美《卡通動畫跨世代》交響音樂會                | 國父紀念館大會堂                          | 狂美交響管樂團、黃建豪、蕭東意                                                                  | 特邀演出                            |
| 2023 | 06/02       | 狂美《卡通動畫跨世代》交響音樂會                | 衛武營國家藝術文化中心音樂廳              | 狂美交響管樂團、黃建豪、蕭東意                                                                  | 特邀演出                            |
| 2023 | 06/25       | 狂美《卡通動畫跨世代》交響音樂會                | 臺中國家歌劇院大劇院                      | 狂美交響管樂團、黃建豪、蕭東意                                                                  | 特邀演出                            |
| 2024 | 04/20       | 狂美《卡通動畫跨世代》交響音樂會                | 國家音樂廳                                | 狂美交響管樂團、黃建豪、蕭東意                                                                  | 特邀演出                            |
| 2024 | 05/01       | 狂美《卡通動畫跨世代》交響音樂會                | 衛武營國家藝術文化中心音樂廳              | 狂美交響管樂團、黃建豪、蕭東意                                                                  | 特邀演出                            |
| 2024 | 05/05       | 狂美《卡通動畫跨世代》交響音樂會                | 彰化縣文化局員林演藝廳表演廳              | 狂美交響管樂團、黃建豪、蕭東意                                                                  | 特邀演出                            |
| 2024 | 05/12       | 狂美《卡通動畫跨世代》交響音樂會                | 桃園展演中心展演廳                        | 狂美交響管樂團、黃建豪、蕭東意                                                                  | 特邀演出                            |
| 2024 | 05/17       | 狂美《卡通動畫跨世代》交響音樂會                | 臺中國家歌劇院大劇院                      | 狂美交響管樂團、黃建豪、蕭東意                                                                  | 特邀演出                            |
| 2024 | 09/06-09/08 | 2024 藝術家導覽｜嚎哮排演                       | 國家兩廳院實驗劇場                        | 黃建豪、蕭東意                                                                                  |                                     |
| 2025 | 10/18       | 狂美《卡通動畫跨世代》交響音樂會-2025舉家歡騰版 | 新竹市文化局演藝廳音樂廳                  | 狂美交響管樂團、黃建豪、蕭東意                                                                  | 特邀演出                            |
| 2025 | 11/01-11/02 | 狂美《卡通動畫跨世代》交響音樂會-2025舉家歡騰版 | 臺北市政大樓親子劇場                      | 狂美交響管樂團、黃建豪、蕭東意                                                                  | 特邀演出                            |
| 2025 | 11/07       | 狂美《卡通動畫跨世代》交響音樂會-2025舉家歡騰版 | 衛武營國家藝術文化中心音樂廳              | 狂美交響管樂團、黃建豪、蕭東意                                                                  | 特邀演出                            |

##### 單口/漫才
| 年份 | 日期         | 活動名稱                                                 | 地點                       | 演出人員                                               | 備註                     |
| 2016 | 01/22-01/24  | 《嚎哮夜總會》                                           | 思劇場                     | 黃建豪、蕭東意、張迪凱、林思辰                         |                          |
| 2017 | 07/15、07/28 | 《玖伍陸參 FRIDAY HIGH(週五來鬆)》                       | TADA方舟                   | 黃建豪、蕭東意                                         |                          |
| 2018 | 11/16-11/18  | 《卡米地不羈夜-吸引性法則》                              | 卡米地喜劇基地 Comedy Base | 黃建豪、楊宗昇（代打蕭東意）                           |                          |
| 2019 | 03/29-03/30  | 《嚎哮范特西！杏蔥丼的滋味》                             | 思劇場                     | 黃建豪、蕭東意                                         |                          |
| 2020 | 05/16        | 《台語八點檔-嘴砲仔聲》                                  | 卡米地喜劇基地 Comedy Base | 黃建豪、蕭東意                                         |                          |
| 2020 | 07/22        | 《洛客人》                                               | Le Zinc 洛 Café & Bar.     | 黃建豪、蕭東意                                         |                          |
| 2022 | 02/28        | 《一點酒意酒食劇場 ft. 薩泰爾娛樂》                      | 一點/酒意 1.91             | 黃建豪、蕭東意、王皮箱、曾博恩                         | 三重標準try_out          |
| 2022 | 09/18        | 《嚎哮脫口秀之陽性反應》                                 | 臺中市屯區藝文中心演藝廳   | 黃建豪、蕭東意                                         | 2022戲胞藝起來           |
| 2022 | 10/26        | 《啞侍改成脫口秀》                                       | 衛武營國家藝術文化中心     | 黃建豪、蕭東意                                         | 衛武營小時光             |
| 2022 | 11/06        | 《豪好笑》                                               | 彰化社頭豪咖啡             | 黃建豪、蕭東意                                         |                          |
| 2022 | 11/19        | 《要堅強，會過去ㄉ ——好「溫柔」喜劇之夜》                | 桃園展演中心-展演廳        | 黃建豪、蕭東意(影像出演)                               | 2022 桃園鐵玫瑰藝術節    |
| 2022 | 12/23        | 《嚎哮脫口秀之驚喜喜劇夜》                               | 山峸二手書店－舊峸劇場     | 黃建豪、蕭東意                                         | 2022 北投小戲節          |
| 2023 | 8/25         | 《在機場遇見外國人而開始決定講漫才的我是否搞錯了什麼？》 | 思劇場                     | 趴趴葉Papaya、黃建豪(特別來賓)、蕭東意(特別來賓)       | 2023 臺北藝穗節          |
| 2023 | 09/29        | 《岌屋出租：嚎哮排演》                                   | 松山文創園區               | 黃建豪、蕭東意                                         | 我們＋2023臺灣社會住宅展 |
| 2023 | 12/23        | 《驚喜聖誕夜》                                           | 拾米屋                     | 黃建豪、蕭東意                                         | 2023 北投小戲節          |
| 2023 | 12/31        | 《2023美麗喜劇收場-全台最大型年末戶外喜劇秀》            | 美麗華百樂園1F廣場         | 黃建豪、蕭東意                                         |                          |
| 2025 | 08/03        | 嚎哮排演《喜劇對決之黑白大廚餘》                         | 臺中市屯區藝文中心演藝廳   | 嚎哮排演、趴趴葉papaya、福狸男孩、春雨、妹迪 In TAIWAN | 2025戲哈藝夏             |

## 工作坊/課程
| 年份 | 日期        | 合作單位       | 名稱                            | 地點                         | 授課人員                               | 備註                |
| 2018 | 06/05-07/03 | 思劇團         | 嚎哮排演喜鬧劇工作坊            | 思劇場                       | 黃建豪耶維奇、蕭東意夫斯基             |                     |
| 2021 | 07/19-07/24 | 臺中國家歌劇院 | 玩．劇場－青少年創意工坊/戲劇篇 | 臺中國家歌劇院排練室及小劇場 | 黃建豪、蕭東意、王健任、蔡佾玲、廖晨志 | 因疫情取消          |
| 2022 | 09/25       | 彰化縣政府     | SHOW點工作坊│戲劇基礎工作坊     | 彰化員林演藝廳3F排練室       | 黃建豪                                 | 2022 彰化劇場藝術節 |

## 訪談

##### 雜誌
| 年份 | 名稱            | 期數     | 標題                                                          |
| 2021 | PAR表演藝術雜誌 | 官網限定 | 嚎哮吧～～匿名者的「疫」外之旅 嚎哮排演與「油土伯」的不解之緣 |
| 2021 | 文化臺中        | No.45    | 【突破藝情】看見光明 越暗的地方你越亮                         |
| 2021 | PAR表演藝術雜誌 | 343 期   | 劇場演員斜槓YouTuber爆紅，正面迎接影像挑戰                    |

##### 電視紀錄片
| 年份 | 電視台     | 節目       | 標題                                           |
| 2022 | 公共電視台 | 藝術很有事 | 【嚎哮十年 軟爛中的深意】藝術很有事 第74集之一 |

## 影視作品

##### 電視/網路影集
| 年份 | 電視台     | 劇名             | 演員   | 飾演       | 合作演員       |
| 2020 | 三立電視台 | 《跟鯊魚接吻》   | 黃建豪 | 杜南誠     | 鍾瑶、羅宏正   |
| 2020 | 三立電視台 | 《跟鯊魚接吻》   | 蕭東意 | 尼莫       | 鍾瑶、羅宏正   |
| 2022 | 浪Live     | 《浪我在你身邊》 | 黃建豪 | 檳榔攤客人 | 安心亞、蔡振南 |
| 2022 | 浪Live     | 《浪我在你身邊》 | 蕭東意 | 檳榔攤客人 | 安心亞、蔡振南 |
| 2024 | 公共電視台 | 《拍射吧!廷方》  | 黃建豪 | 三哥       | 王彩樺、許時豪 |
| 2024 | 公共電視台 | 《拍射吧!廷方》  | 蕭東意 | 四爺       | 王彩樺、許時豪 |

##### 微電影/短片
| 年份 | 劇名            | 導演   | 編劇                 | 演出人員                             | 備註                                      |
| 2018 | 《叮咚》        | 黃建豪 | 黃建豪               | 蕭東意、楊宗昇                       | 2018 MOD 金片子-入圍                      |
| 2019 | 《隱食男女》    | 黃建豪 | 黃建豪 蕭東意 王健任 | 蕭東意、張假玉                       | 2019 MOD 金片子-優選                      |
| 2020 | 《好 HER》      | 黃建豪 | 黃建豪 蕭東意 王健任 | 黃建豪、廖晨志、李安琪               | 2020 眯電影-佳作                          |
| 2021 | 《拍PHAH》      | 黃建豪 | 黃建豪 蕭東意 王健任 | 蕭東意、廖晨志、張假玉、張天霓、李葉 | 2021 眯電影-入圍                          |
| 2021 | 《我/門 WOman》 | 黃建豪 | 黃建豪 蕭東意 王健任 | 蕭東意、黃建豪（聲音）、王健任       | 2021【藝起秀創藝】文化部線上微型演出-銀獎 |
| 2021 | 《我/門 WOman》 | 黃建豪 | 黃建豪 蕭東意 王健任 | 蕭東意、黃建豪（聲音）、王健任       | 2021 MOD 金片子-華藝娛樂獎                |

##### 網路合作影片
| 年份 | 合作單位/頻道  | 作品名稱                                     |
| 2019 | 今夜造口夜     | 【今夜造口夜】EP1-EP12                       |
| 2020 | 國家兩廳院     | 【廳院青宣傳】EP1-EP3                        |
| 2020 | 眼球中央電視台 | 【無話可說】系列                             |
| 2020 | 眼球中央電視台 | 【LIVE 現正直播】系列                        |
| 2020 | 臺中國家歌劇院 | 【臺灣好演技】EP1-EP5                        |
| 2021 | 國藝會         | 【創藝看法律╳嚎哮排演：機智法庭生活】EP1-EP5 |
| 2021 | 眼球中央電視台 | 【無話可說】系列                             |
| 2021 | 臺中國家歌劇院 | 【新手表演班】EP1-EP4                        |
| 2022 | 眼球中央電視台 | 【無話可說】系列                             |
| 2022 | 臺中國家歌劇院 | 2022 NTT TIFA X 嚎哮排演                     |

##### 廣播/Podcast
| 上架日期   | 頻道名稱                   | 標題 |
| 2021/10/18 | 愛聽不聽                   | #23 嚎哮來惹 |
| 2021/11/08 | 劇場狂粉的日常             | EP53 - 耶！【嚎哮排演】來啦~《嚎哮嘉年華》 |
| 2022/03/25 | 歌劇院《WOW挖藝術》Podcast | S5 EP13｜《嚎哮播客室》：是微電影？是錄像藝術？又或是單純的影像紀錄？──論不同創作目標的影像語言差異                                                                                   |
| 2022/04/01 | 歌劇院《WOW挖藝術》Podcast | S5 EP14｜《嚎哮播客室》：在想像中的客廳跳舞有比較快樂嗎？──論同時存在於虛擬與現實之間的表演經驗                                                                                       |
| 2022/04/08 | 歌劇院《WOW挖藝術》Podcast | S5 EP15｜《嚎哮播客室》：當演員對戲的對手不再是人類，該如何在舞台上擺動四肢？──舞台上與影像對戲的表演經驗分享                                                                         |
| 2022/04/15 | 歌劇院《WOW挖藝術》Podcast | S5 EP16｜《嚎哮播客室》：那些用在表演當中的好聲音──以「聲音」當作主角的創作 |
| 2022/04/22 | 歌劇院《WOW挖藝術》Podcast | S5 EP17｜《嚎哮播客室》：即使是電動也需要好演技──談電玩遊戲中的動態捕捉技術與表演 |
| 2022/04/29 | 歌劇院《WOW挖藝術》Podcast | S5 EP18｜《嚎哮播客室》：透過科技裝置的輔助，會讓舞蹈更好看嗎？──從舞者角度看待科技藝術潮流之中的肢體表演                                                                             |
| 2022/09/01 | 創作者說                   | S3 EP67｜《嚎哮排演》黃建豪、蕭東意：將娛樂琢磨到底，也是一種藝術；表演藝術不要再被「藝術」綁死，它可以是一種娛樂。                                                                   |
| 2023/05/12 | 誰來報樹                   | EP57｜劉可婕、謝韋民、黃建豪、蕭東意：管樂交響遊台灣 戲劇同台動漫談 |
| 2023/08/29 | 賈文青無料案內所           | EP29｜黃建豪/蕭東意｜不被傳播媒介限制的嚎哮排演，《幕後七日》帶你了解劇場演出是如何成形的，笑死。然後不知道哪裡來的膽子竟然要做臺語饒舌音樂劇《別叫我（鄭）成功：藝術界歸來的兒子》。 |
| 2024/08/20 | 有聊者大會                 | EP2 嚎哮來了—聊聊《春風得意樓》吧！ft.嚎哮排演駐團編劇王健任 |
| 2024/09/12 | 今天，音樂「聚」了沒       | S4 EP.8 嚎哮排演的「成功」之路 ft. 東意、建豪 |
| 2024/10/14 | 啾團                       | EP266｜【劇場】靠兩張嘴，就能嘴過所有演出 ft.嚎哮排演（黃建豪、蕭東意、王健任） |
| 2025/08/18 | 瘋女人聊天室               | 週間節目｜好想要我爸來看我做的戲 ft.嚎哮排演-建豪&東意 |

## 外部連結
- 嚎哮排演的Facebook專頁
- 嚎哮排演的Instagram帳戶
- YouTube上的《嚎哮排演HaoxHsiaoTroupe》頻道
- 《嚎哮硬要唸》Podcast （页面存档备份，存于）